# Henryk IV (dramat)
Henryk IV (oryg. wł. Enrico IV) – dramat Luigiego Pirandella z 1922 r.
W Polsce utwór funkcjonował także pod tytułem Żywa maska – takiego tytułu użyto w pierwszej polskiej inscenizacji dzieła, która odbyła się w Teatrze Polskim w Warszawie w 1925.

## Treść
Akcja utworu rozgrywa się w willi włoskiego szlachcica, który polecił urządzić swój dom na wzór dworu niemieckiego cesarza Henryka IV. Czterej młodzi mężczyźni: Franco, Lolo, Momo i Fino, przebrani w stroje z epoki, odgrywają role wasali. Trzej pierwsi tłumaczą Fino, który dopiero rozpoczyna pracę dla szlachcica, że ich pan oszalał i jest przekonany, że jest niemieckim władcą. Tymczasem do willi przybywają: margrabina Matilde Spina, jej kochanek baron Tito Belcredi (romans utrzymują w sekrecie), córka margrabiny Frida z narzeczonym, markizem di Nollim. Towarzyszy im lekarz. Goście widzą stylizowane portrety gospodarza i margrabiny, przedstawiające ich w kostiumach Henryka IV i Matyldy Toskańskiej. Spierają się, czy kobietą na portrecie jest przedstawiona jako młoda kobieta margrabina, czy też jej córka. Następnie przypominają sobie okoliczności, w jakich gospodarz zaczął wierzyć, iż jest postacią historyczną: miało to nastąpić po urządzonej dla zabawy paradzie w kostiumach średniowiecznych, w czasie której mężczyzna nieszczęśliwie spadł z konia.
Franco, Lolo i Momo, na potrzeby swojej pracy przybierający imiona Arialdo, Ordulfo i Landolfo, oznajmiają, że goście będą mogli zostać przyjęci, jeśli ubiorą się w średniowieczne kostiumy i zgodzą się odgrywać odpowiednie role. Margrabina postanawia odegrać rolę Adelajdy, matki cesarzowej Berty, którą z kolei ma stać się Frida. Markiz di Nolli odgrywa opata klasztoru w Cluny Hugona, zaś Belcredi zostaje towarzyszącym mu mnichem. Gdy wszyscy ubierają się w kostiumy, pojawia się sam gospodarz we włosienicy, w której Henryk IV udał się przed oblicze papieża Grzegorza VII do Kanossy. Mężczyzna zachowuje się tak samo jak cesarz: najpierw zapowiada złożenie papieża z urzędu, następnie z przejęciem mówi o ciążącej na nim anatemie i prosi zebranych, by wstawili się za nim u zwierzchnika Kościoła katolickiego.
Po odejściu rzekomego Henryka IV goście dzielą się opiniami co do jego choroby, doktor sugeruje, że istnieje sposób jego wyleczenia. Tymczasem sam właściciel willi przywołuje do siebie młodzieńców odgrywających wasali i oznajmia, że nie jest w rzeczywistości chory: doskonale zdaje sobie sprawę z tego, że w jego domu odgrywana jest historyczna inscenizacja. Gdy przechodzi do „sali tronowej”, odkrywa, że na miejscu, gdzie zwykle znajdował się portret Matyldy Toskańskiej, stoi Frida w stroju z epoki, zaś markiz di Nolli zajmuje miejsce portretu Henryka. Zgodnie ze wskazaniami lekarza dziewczyna zwraca się do gospodarza imieniem cesarza. Margrabina oznajmia, że zszokowany mężczyzna wyzdrowiał, zebrani zaczynają się spierać, czy „Henryk IV” był kiedykolwiek chory naprawdę. Mężczyzna nakazuje usunąć z willi średniowieczne dekoracje, by zacząć „żyć naprawdę”. Stwierdza, że wydarzenia sprzed lat, po których rzekomo zachorował, były intrygą – celowo strącono go z konia, by uniemożliwić mu związek z margrabiną Spina. Następnie stwierdza, że nierzeczywiste i teatralne jest całe życie, a nie tylko jego pozorne szaleństwo i że skoro goście nakazali Fridzie odegrać rolę jego żony, powinna ona zostać z nim również wtedy, gdy „ozdrowiał”. Sprzeciwiającego się Belcrediego rani szpadą. W zamieszaniu goście uciekają, chociaż „Henryk IV” rozkazuje swoim „wasalom”, by ich zatrzymali. Otoczony przez służących w średniowiecznych kostiumach mężczyzna stwierdza, że skoro udając cesarza posunął się aż do zaatakowania człowieka, musi do końca życia pozorować szaleństwo.

## Cechy utworu
Henryk IV zalicza się do dramatów Pirandella, w których autor celowo odrzucił tradycyjną kompozycję dzieła dramatycznego. Co prawda sztuka ogniskuje się wokół głównego bohatera, a kolejne sceny umożliwiają poznanie dziejów jego życia, jednak całość rozgrywa się na dwóch planach: w relacjach między obłąkanym „Henrykiem IV” i osobami, które na chwilę celowo godzą się odgrywać konkretne role oraz „w świecie rzeczywistym” – gdy pod nieobecność tytułowego bohatera inni swobodnie rozmawiają na jego temat. Kluczowym tematem dramatu jest psychika człowieka, który najpierw oszalał, następnie zaś samoistnie odzyskał zdrowie, lecz doszedł do wniosku, że nie jest w stanie żyć tak, jak wcześniej i pozostał w wyimaginowanej rzeczywistości. Problem odgrywania roli rozszerza się przy tym także na innych bohaterów – dworzan, którzy odkrywają, że dłuższe odgrywanie średniowiecznych wasali na życzenie chorego pana może ich samych doprowadzić do obłędu.
Nietypowy charakter ma także rozwiązanie akcji dramatycznej. Po zapoznaniu się z postaciami „wasali”, którzy objaśniają nowo przyjętemu do pracy Fino (Bertoldowi) charakter swojego zajęcia i z postaciami gości „Henryka IV”, którzy pragną uzdrowić go poprzez szok, czytelnik jest przekonany, że tytułowy bohater jest szaleńcem. Następnie jednak sam „Henryk IV” zaczyna tłumaczyć mechanizm swojego postępowania – zastosowany zostaje zabieg „fikcji w fikcji”. W finale jednak bohater zostaje zmuszony do ponownego i tym razem nieodwołalnego wcielenia się w niemieckiego cesarza, gdyż atakując Belcrediego (kochanka margrabiny, od której go niegdyś oddalono) dokonał poważnego przestępstwa. Tylko szaleństwo chroni go przed odpowiedzialnością za ten czyn.
Struktura dramatów Pirandella, w których finał dzieła przywraca sytuację istniejącą w momencie początkowym, zapowiada kompozycję cykliczną – zabieg stosowany w teatrze awangardowym lat 50. XX wieku.